# Seattle Kraken
Seattle Kraken is een professionele Amerikaanse ijshockeyclub uit Seattle. Kraken speelt sinds 2021 in de National Hockey League (NHL) als lid van de Pacific Division in de Western Conference. Het team is eigendom van Seattle Hockey Partners bestaande uit de Amerikaanse zakenman en miljardair David Bonderman, filmproducent Jerry Bruckheimer en sportbestuurder Tod Leiweke.

## Achtergrond
In 2017 keurde de Seattle City Council een Memorandum van overeenstemming met de Oak View Group goed voor de renovatie van de KeyArena. Dit stadion zou volledig geschikt gemaakt worden voor basketbal en de thuisbasis worden van de Seattle Storm van de Women's National Basketball Association. Een jaar later werden de lease- en ontwikkelingsovereenkomsten goedgekeurd. De uitbreiding van het complex (waar in totaal 700 miljoen dollar mee gemoeid is) zou plaats bieden aan een ijshockeystadion.
Op 13 februari 2018 deed de Oak View Group de officiële aanvraag bij de NHL voor een uitbreidingsteam en betaalde de aanvraagvergoeding van 10 miljoen dollar. Toetreding tot de NHL zou het team 650 miljoen dollar kosten. Op 4 december 2018 werd de aanvraag goedgekeurd.
Tod Leiweke werd op 11 april 2018 benoemd tot CEO van het club. Sinds juli 2019 is de Canadees Ron Francis (een voormalig NHL Hockey Hall of Fame ijshockeyspeler) voorzitter van de club.
Na de laatste afbetaling van de toetredingskosten werd Seattle Kraken op 30 april 2021 officieel het 32ste team in de NHL.
Dave Hakstol werd 24 juni 2021 benoemd als allereerste coach van het team. In 2024 volgde na 3 seizoenen ontslag. Dan Bylsma volgde hem op. Bylsma was al actief in de AHL voor de franchise als manager. 

## Eerste seizoen
Kraken speelt voor het eerst mee in in het seizoen 2021-2022. De datum van de Seattle Kraken Expansion Draft was vastgesteld op 21 juli 2021 (twee dagen voor de 2021 NHL Expansion Draft). Dat was het moment dat de club zijn eerste spelers vast kon leggen.

## Selectie
Bijgewerkt tot 16 oktober 2021 
| #  | Naam              | Nationaliteit    | Pos. |
| -- | ----------------- | ---------------- | ---- |
| 22 | Mason Appleton    | Verenigde Staten | C    |
| 12 | Alex Barré-Boulet | Canada           | C    |
| 14 | Nathan Bastian    | Canada           | RW   |
| 43 | Colin Blackwell   | Verenigde Staten | C    |
| 9  | Ryan Donato       | Verenigde Staten | C    |
| 72 | Joonas Donskoi    | Finland          | RW   |
| 7  | Jordan Eberle     | Canada           | RW   |
| 67 | Morgan Geekie     | Canada           | C    |
| 37 | Yanni Gourde      | Canada           | C    |
| 19 | Calle Jarnkrok    | Zweden           | C    |
| 90 | Marcus Johansson  | Zweden           | LW   |
| 73 | Kole Lind         | Canada           | RW   |
| 16 | Jared McCann      | Canada           | LW   |
| 17 | Jaden Schwartz    | Canada           | C    |
| 15 | Riley Sheahan     | Canada           | C    |
| 13 | Brandon Tanev     | Canada           | LW   |
| 21 | Alex Wennberg     | Zweden           | C    |
| 3  | Will Borgen       | Verenigde Staten | D    |
| 29 | Vince Dunn        | Canada           | D    |
| 4  | Haydn Fleury      | Canada           | D    |
| 5  | Mark Giordano     | Canada           | D    |
| 6  | Adam Larsson      | Zweden           | D    |
| 55 | Jeremy Lauzon     | Canada           | D    |
| 24 | Jamie Oleksiak    | Canada           | D    |
| 28 | Carson Soucy      | Canada           | D    |
| 60 | Cris Driedger     | Canada           | GK   |
| 31 | Philipp Grubauer  | Duitsland        | GK   |